# Denver Nuggets 2004-2005
La stagione 2004-05 dei Denver Nuggets fu la 29ª nella NBA per la franchigia.
I Denver Nuggets arrivarono secondi nella Northwest Division della Western Conference con un record di 49-33. Nei play-off persero al primo turno con i San Antonio Spurs (4-1).

## Roster
| N° | Naz.                       | Ruolo | Sportivo               | Anno | Alt. | Peso |
| -- | -------------------------- | ----- | ---------------------- | ---- | ---- | ---- |
| 1  | Stati Uniti (bandiera)     | G     | Voshon Lenard          | 1973 | 193  | 93   |
| 3  | Stati Uniti (bandiera)     | A     | DerMarr Johnson        | 1980 | 206  | 91   |
| 5  | Stati Uniti (bandiera)     | A     | Rodney White           | 1980 | 206  | 108  |
| 6  | Stati Uniti (bandiera)     | A     | Kenyon Martin          | 1977 | 206  | 106  |
| 7  | Stati Uniti (bandiera)     | G     | Greg Buckner           | 1976 | 193  | 95   |
| 9  | Stati Uniti (bandiera)     | A     | Bryon Russell          | 1970 | 201  | 102  |
| 10 | Stati Uniti (bandiera)     | G     | Wesley Person          | 1971 | 198  | 88   |
| 11 | Stati Uniti (bandiera)     | G     | Earl Boykins           | 1976 | 165  | 61   |
| 12 | Rep. Dominicana (bandiera) | G     | Luis Flores            | 1981 | 188  | 91   |
| 15 | Stati Uniti (bandiera)     | A     | Carmelo Anthony        | 1984 | 203  | 104  |
| 21 | Messico (bandiera)         | A     | Eduardo Nájera         | 1976 | 203  | 109  |
| 22 | Georgia (bandiera)         | A     | Nik'oloz Tskit'ishvili | 1983 | 213  | 102  |
| 23 | Stati Uniti (bandiera)     | AC    | Marcus Camby           | 1974 | 211  | 100  |
| 24 | Stati Uniti (bandiera)     | G     | Andre Miller           | 1976 | 188  | 91   |
| 31 | Brasile (bandiera)         | AC    | Nenê Hilário           | 1982 | 211  | 122  |
| 41 | Stati Uniti (bandiera)     | A     | Mark Pope              | 1972 | 208  | 107  |
| 56 | Paesi Bassi (bandiera)     | C     | Francisco Elson        | 1976 | 213  | 107  |

## Staff tecnico
- Allenatori: Jeff Bzdelik (13-15) (fino al 28 dicembre)[1], Michael Cooper (4-10) (dal 28 dicembre al 27 gennaio)[2], George Karl (32-8)
- Vice-allenatori: Michael Cooper (fino al 28 dicembre e dal 27 gennaio al 23 febbraio), Bill Branch, Scott Brooks, Adrian Dantley, Chip Engelland, Rex Kalamian, Doug Moe (dal 23 febbraio)[3]